# Kenotaph für Elisabeth von Pfalz-Neuburg

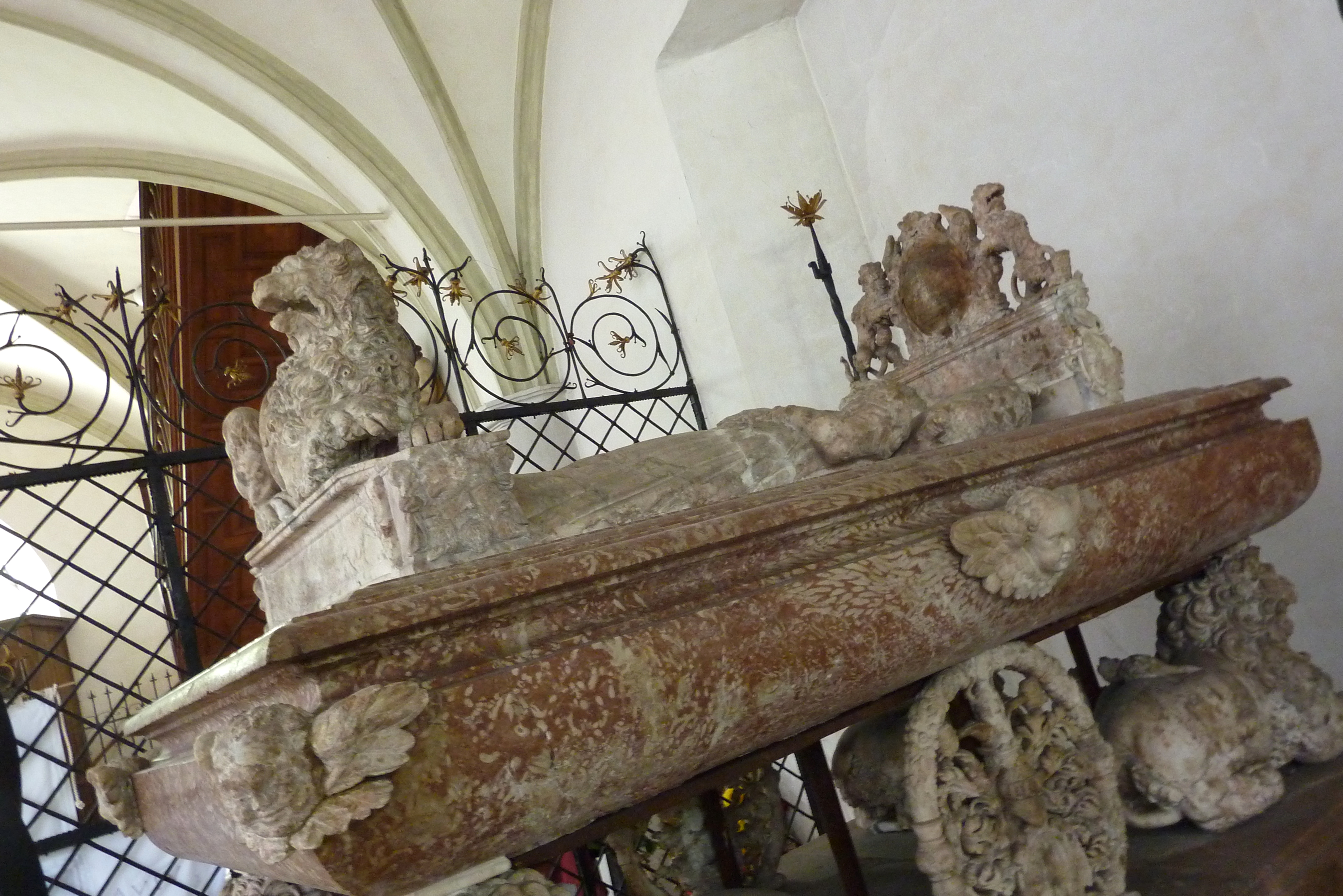
Kenotaph für Elisabeth von Pfalz-Neuburg

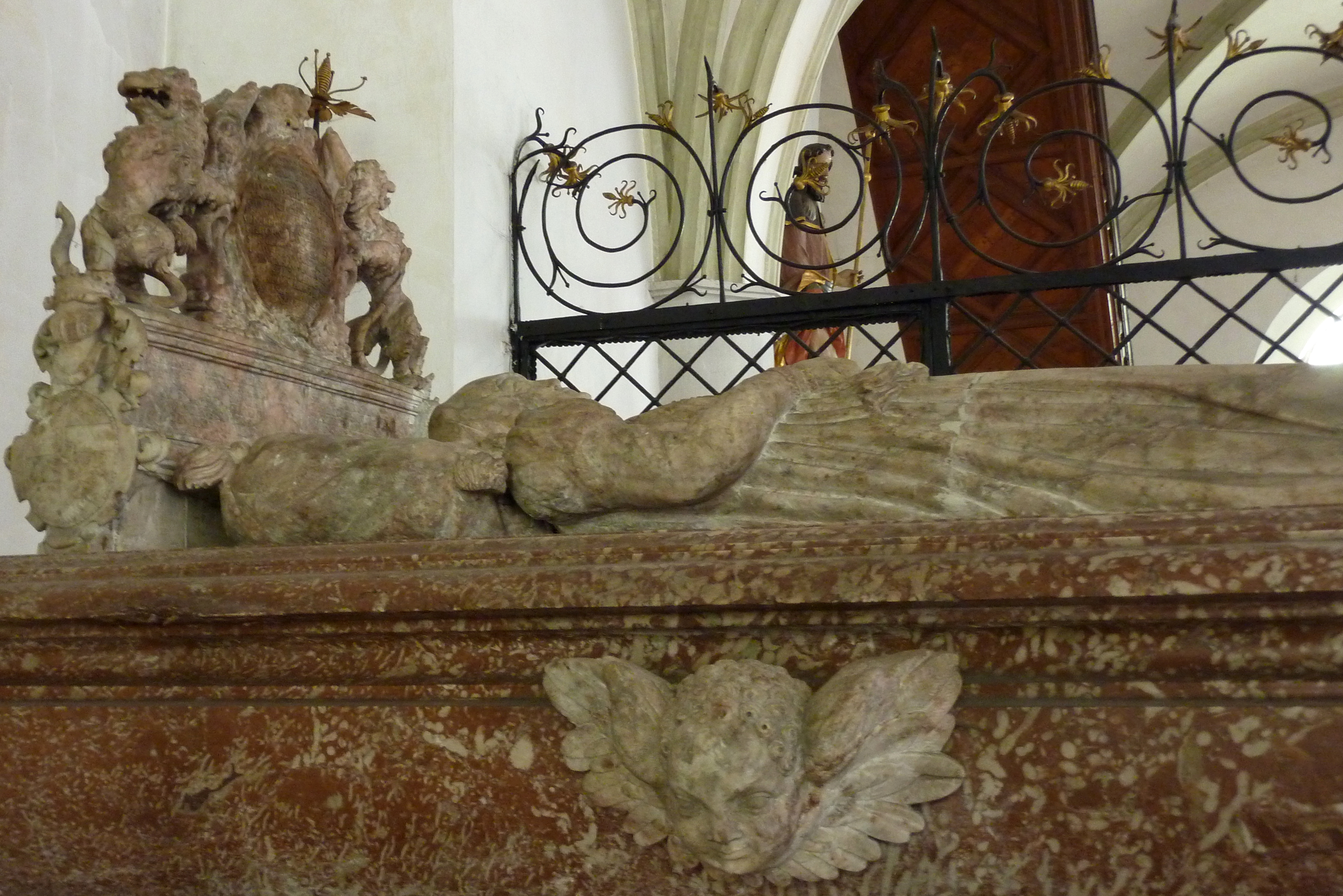
Seitenansicht mit Engel

Das Kenotaph für Elisabeth von Pfalz-Neuburg (* 1503; † 5. Januar 1563 in Lauingen) ist ein Werk des Bildhauers Sigmund Winthier († 1572). Nach seinem Tod wurde das Kunstwerk im selben Jahr von einem bisher unbekannten Künstler vollendet. Das Kenotaph ist ein Teil der als Denkmal geschützten Ausstattung der Stadtpfarrkirche St. Martin in Lauingen.

## Beschreibung
Das Kenotaph wurde 1572 vom herzoglichen Baumeister Zaiger aus Neuburg an der Donau über der Gruft in der Kirche aufgestellt und 1880 unter die Westempore versetzt.
Auf einem Sockel befindet sich ein zweistufiger Unterbau aus rotem Marmor. Das Hochgrab, ebenfalls aus rotem Marmor, ruht auf vier an den Ecken in Gegenstellung liegenden Löwen und Eisenstäben. An den vorderen Ecken und in der Mitte der Langseiten befinden sich geflügelte Engelsköpfe. Auf der Tumba liegt die Liegefigur der Elisabeth von Pfalz-Neuburg aus weißem Marmor, die mit beiden Händen ein Tuch hält. Die Halskette, die sie trägt, zeigt ein Medaillon mit dem Bildnis ihres Sohnes Herzog Wolfgang von Pfalz-Zweibrücken und der Inschrift „Wolfgang D.G. Comes P.“.

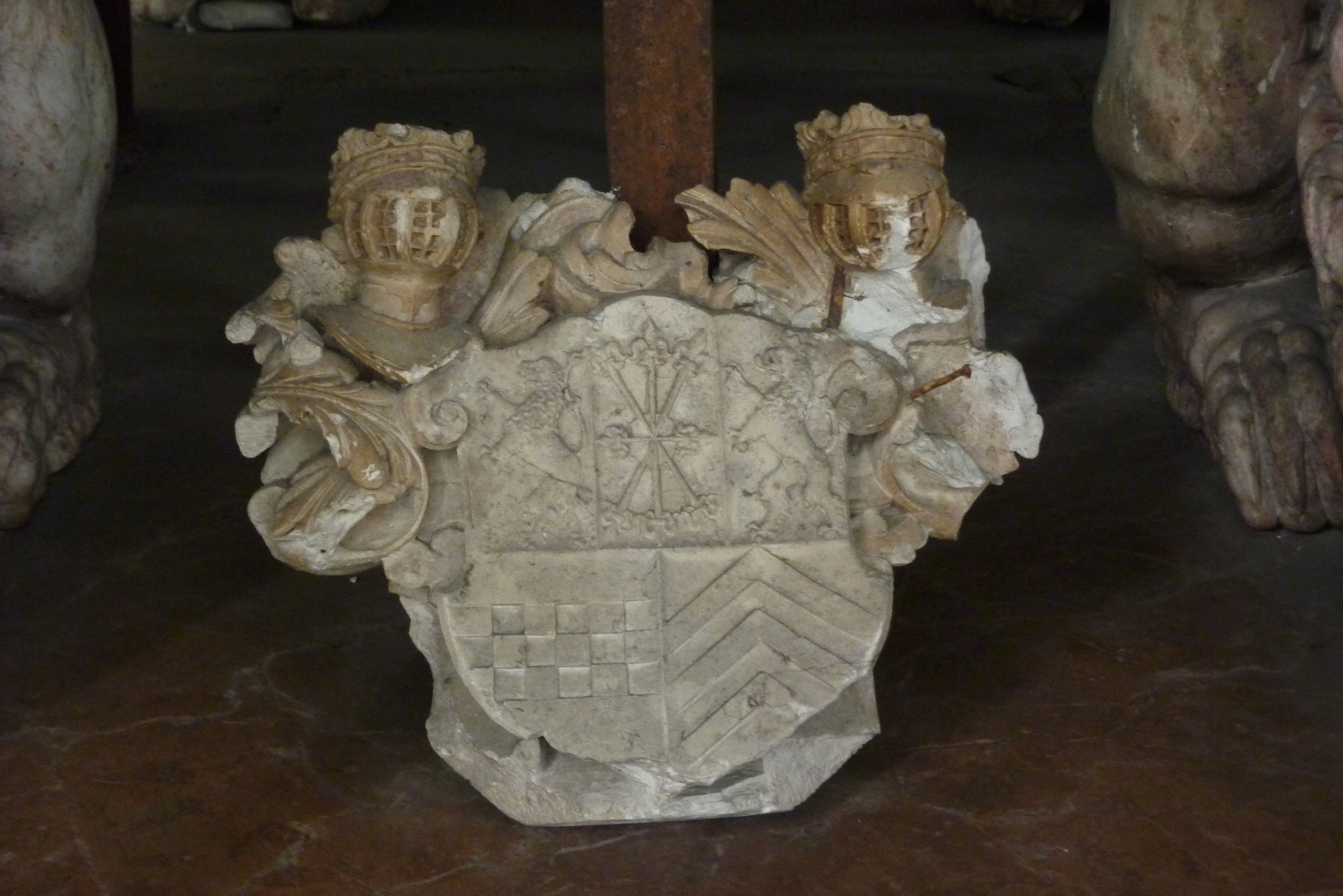
Wappen der Vereinigten Herzogtümer Jülich-Kleve-Berg

Zu ihren Füßen liegt auf einem Sockel ein Löwe mit Maske und Wappentartsche, das Wappen der Vereinigten Herzogtümer Jülich-Kleve-Berg darstellend. Hinter ihrem Haupt wird von zwei stehenden Löwen eine ovale Inschriftenkartusche in Blattwerkrahmen gehalten. Die Inschrift in Antiqua lautet: „ANNO DOMINI 1563 UF DINSTAG DEN 5. TAG DES MONATS JANUARY ZWISCHEN 3 UND 4 URN VORMITTAGS IST DIE DURCHLAUCHTIGE HOCHGEBORNE FUERSTIN UND FRAW ELISABETH PFALZGRAVIN BEI RHEIN HERTZOGIN IN BAIRN GEBORENE LANDGRAVIN ZU HESSEN SELIGLICH AUS DISEM JAMMERTHAL IN WARER ANRUFUNG UND BEKANTNUS UNSERS HEILANDS UND SELIGMACHERS JESU CHRISTI ALHIE IM SCHLOSS ZU LAUGINGEN ABGESCHIDEN IHRES ALTERS IM 61. JAR. DERN SELL GODT GNEDIG SEI“. Am Sockel sind seitlich noch zwei Wappen angebracht, südlich Holstein und nördlich Hessen. An den Langseiten sind in Blattkränzen von Akanthus umrankt die Wappen von Württemberg und Stolberg-Wernigerode angebracht.
Das Kenotaph ist von einem schmiedeeisernen Rautengitter in Rechteckfeldern mit Verzierungen umgeben. Das Gitter wird von Spiralranken mit Knospen und Blüten bekrönt.